# ديفيد بلو (ممثل)
ديفيد بلو (بالإنجليزية: David Blue)‏ مواليد 17 يناير 1982 في لونغ آيلند، نيويورك، هو ممثل ومخرج ومنتج أمريكي.

## الأعمال
- سكرابز
- فيرونيكا مارس
- ذا سويت لايف أوف زاك أند كودي
- بيتي القبيحة
- ستارغيت يونيفرس
- كاسل

## وصلات خارجية
- ديفيد بلو على موقع IMDb (الإنجليزية)
- ديفيد بلو على موقع ألو سيني (الفرنسية)
- ديفيد بلو على موقع أول موفي (الإنجليزية)
- ديفيد بلو على موقع قاعدة بيانات الفيلم (الإنجليزية)
- ديفيد بلو على موقع كينوبويسك (الروسية)
- الموقع الرسمي